# 제프 스피어
제프리 킴볼 "제프" 스피어(영어: Jeffrey Kimball "Jeff" Spear, 1988년 6월 28일 ~ )는 미국의 펜싱 선수로 주 종목은 사브르이다. 그는 2012년 하계 올림픽에서 남자 사브르 단체전의 교체 요원으로 출전하였다.